# آرون موخرجي
آرون موخرجي (بالإنجليزية: Arun Mukherjee)‏ هو كاتب مسرحي وكاتب هندي، ولد في 1946.

## وصلات خارجية
- آرون موخرجي على موقع IMDb (الإنجليزية)
- آرون موخرجي على موقع قاعدة بيانات الفيلم (الإنجليزية)